# Jardín Botánico de Collepardo

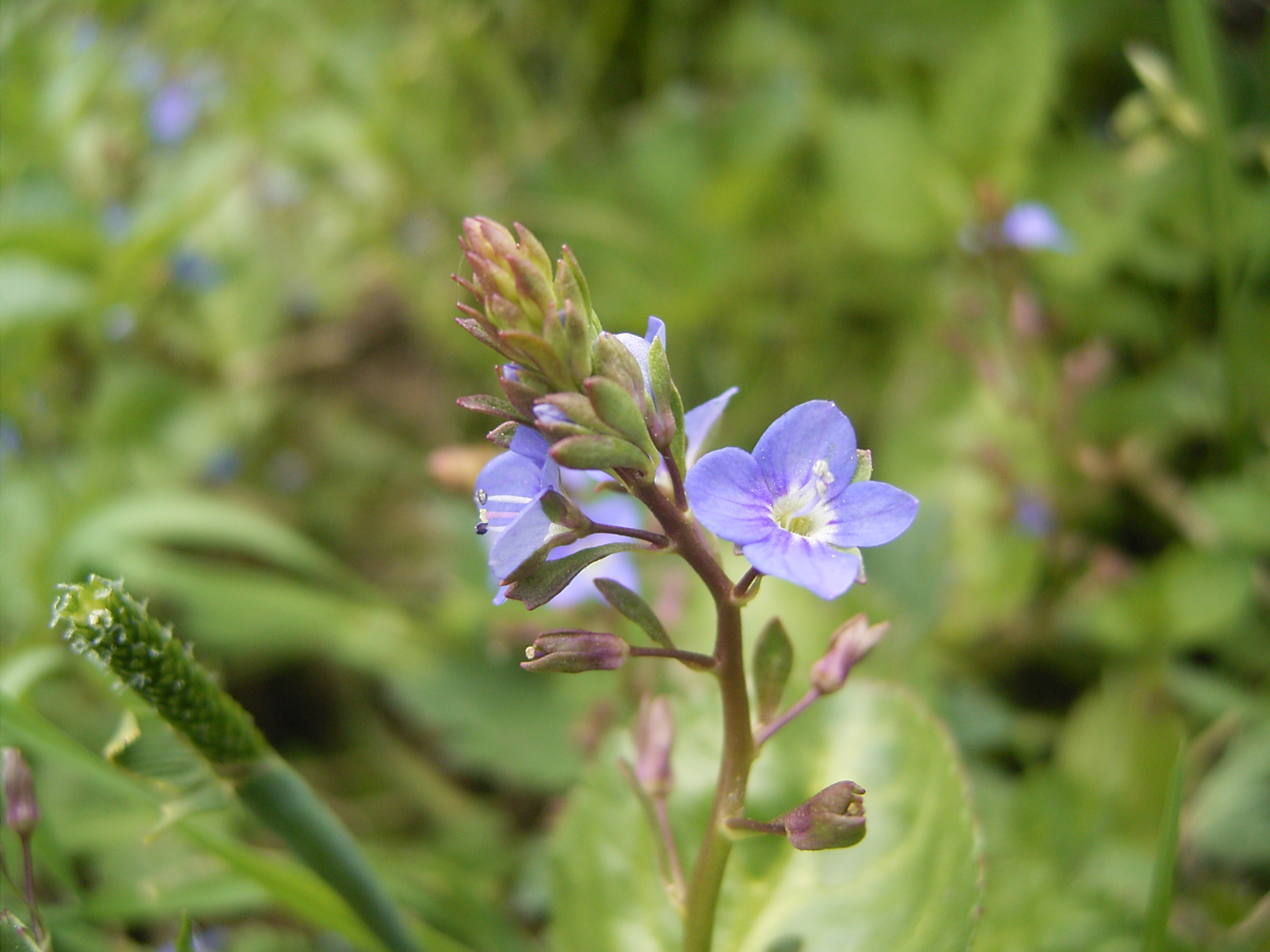
Flores de Veronica beccabunga especie que se encuentra en el Jardín botánico de Collepardo.

El Jardín Botánico de Collepardo (en italiano: Giardino Botanico di Collepardo, también conocido como Giardino Botanico "Flora Ernica", es una reserva natural y jardín botánico que se encuentra en Collepardo, Italia.

## Localización
El jardín botánico se ubica en el Monte Ernici.
Giardino Botanico Flora Ernica, Collepardo, Provincia de Frosinone, Lazio, Italia.41°46′0″N 13°22′0″E / 41.76667, 13.36667
Está abierto al público todos los días en los meses cálidos del año.

## Historia
El jardín fue fundado en 1985 por el World Wide Fund for Nature, y abierto al público en 1991.

## Colecciones
El jardín actualmente contiene unas 400 especies indígenas del Monte Ernici, una sierra en el centro de la cadena montañosa de los Apeninos.
Sus especies vegetales representa el 50% de la flora del Monte Ernici, incluyendo algunas de las especies.
En el jardín hay un sendero a través del bosque, prados, humedales y zonas aclaradas.
Algunas de las plantas llevan una placa identificativa con información botánica.